# Кубок Испании по футболу 1940
Кубок Испании по футболу 1940 — 36-й розыгрыш Кубка Испании по футболу выиграл Эспаньол. Этот кубок стал вторым в истории команды. 
Соревнование прошло в период с 12 мая по 30 июня 1940 года.

## Результаты матчей

### 1/4 финала
| Команда 1   | Итог | Команда 2 | 1-й матч | 2-й матч |
| ----------- | ---- | --------- | -------- | -------- |
| Барселона   | 1:3  | Эспаньол  | 0:2      | 1:1      |
| Реал Мадрид | 5:1  | Расинг    | 3:1      | 2:0      |
| Эркулес     | 4:5  | Валенсия  | 2:1      | 2:4      |
| Севилья     | 3:4  | Сарагоса  | 1:0      | 2:4      |

### 1/2 финала
| Команда 1   | Итог | Команда 2 | 1-й матч | 2-й матч |
| ----------- | ---- | --------- | -------- | -------- |
| Эспаньол    | 5:2  | Валенсия  | 3:1      | 2:1      |
| Реал Мадрид | 2:1  | Сарагоса  | 1:0      | 1:1      |

### Финал
| 30 июня, 1940             | \| Эспаньол \| 3:2 (овертайм) \| Реал Мадрид \| \| Хорхе 30′, 86′ · Мас 110′ \| Голы \| Эрреро 74′ · Альдай 89′ \| | Чамартин, Мадрид        |
| Эспаньол                  | 3:2 (овертайм) | Реал Мадрид             |
| Хорхе 30′, 86′ · Мас 110′ | Голы | Эрреро 74′ · Альдай 89′ |